# Lentille magnétique

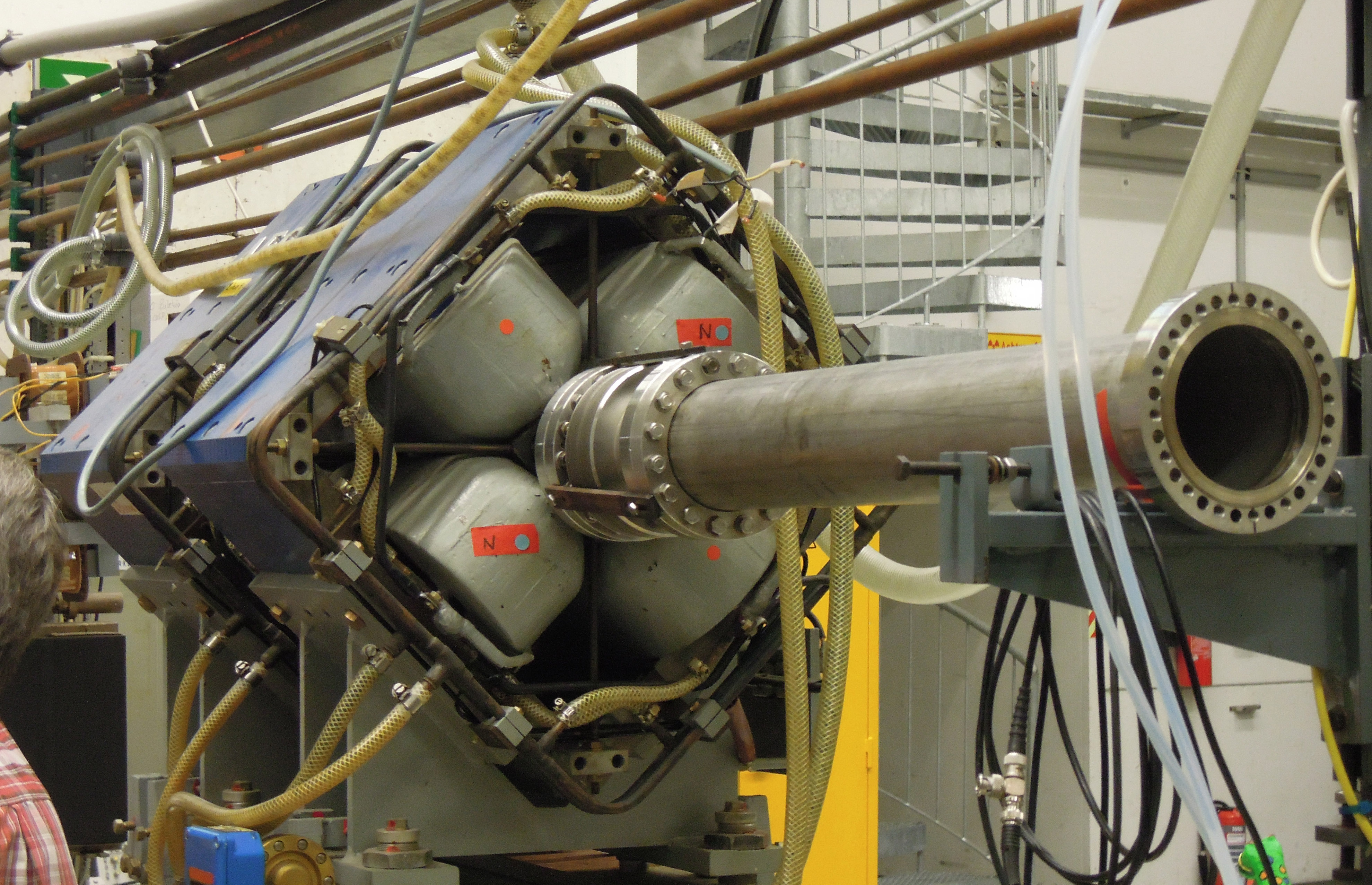
Une lentille magnétique dans le laboratoire Maier-Leibnitz

Une lentille magnétique est un dispositif produisant un champ magnétique à symétrie de révolution, utilisé dans des appareils comme les microscopes électroniques pour focaliser les faisceaux d'électrons de la même façon que les lentilles en verre sont utilisées dans les appareils d'optique photonique.

## Description du dispositif

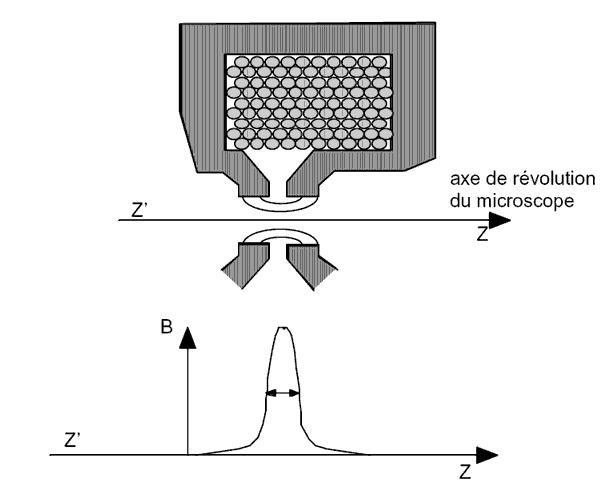
Lentille magnétique : une bobine parcourue par un courant électrique continu excite un circuit magnétique à symétrie de révolution de façon à créer un champ magnétique au voisinage de l'axe

Les composantes radiales du champ magnétique communiquent à un électron en mouvement sur une trajectoire parallèle à l'axe une vitesse azimutale. Une fois celle-ci créée, le champ magnétique axial exerce une force radiale faisant ainsi converger la trajectoire vers l'axe.
Distance focale
Approximation lentilles minces :
{\displaystyle {\frac {1}{f}}={\frac {e}{8\ m_{0}\ U_{0}}}\ \int _{z}B_{z}^{2}dz}
où :
- e est la charge de l'électron
- {\displaystyle m_{0}} est la masse de l'électron
- {\displaystyle U_{0}} est le potentiel d'accélération des électrons
- {\displaystyle B_{z}} est la composante axiale du champ magnétique

Rotation induite par la lentille
{\displaystyle \theta ={\sqrt {\frac {e}{8\ m_{0}\ U_{0}}}}\ \int _{z}B_{z}dz}

Aberration chromatique
{\displaystyle C_{c}=f\,}
où f est la focale dont l'expression est donnée ci-dessus
Aberration sphérique
Il n'y a pas de formule simple de l'aberration sphérique. Otto Scherzer (en) a établi un théorème selon lequel l'aberration sphérique est toujours positive.

## Historique
Depuis la fin du XIXe siècle, le tube à rayons cathodiques cesse d'être un pur objet de laboratoire pour devenir un dispositif que l'on cherche à améliorer pour des raisons pratiques. Le nom de Ferdinand Braun est attaché aux premiers développements des tubes cathodiques. Dans les années 1920, les recherches appliquées se précisent, en direction de l'oscilloscope et un peu plus tard, de la télévision. 
C'est dans ce contexte que Dennis Gabor, un chercheur hongrois de l'Institut d'électrotechnique de la Technischen Hochschule de Berlin, mène des expériences dans le cadre de sa thèse en 1924-1926. Depuis longtemps, on avait remarqué qu'un champ magnétique créé avec une bobine dans l'axe du faisceau avait tendance à concentrer plus ou moins le faisceau. Pour pouvoir disposer des plaques de déflexion après la concentration du faisceau, Gabor restreint la présence du champ magnétique sur une courte longueur grâce à des pièces magnétiques à symétrie de révolution qui canalisent le champ sur la région utile. Les résultats s'avèrent suffisamment bons pour que l'un de ses collègues, Hans Busch, tente de retrouver par le calcul l'effet de concentration subi par les trajectoires. Ses équations le conduisent ainsi à une relation équivalente à la célèbre formule des lentilles minces :
La maîtrise des lentilles magnétiques joue un grand rôle dans le développement, dans le même laboratoire, du premier microscope électronique, qui vaut le prix Nobel à Ernst Ruska.